# Mélodie pour un tueur
Pour plus de détails, voir Fiche technique et Distribution.
Mélodie pour un tueur (Fingers) est un film américain réalisé par James Toback, sorti en 1978.

## Synopsis
Jimmy, jeune pianiste en attente de succès, fait face aux difficultés de vivre à New York à la fin des années 1970, entre une petite amie qui se prostitue et un père mafieux qui lui demande de l'aide pour régler ses affaires. Des combats qu'il mène de front, mais qui le mèneront très loin.

## Fiche technique
- Titre original : Fingers
- Titre français : Mélodie pour un tueur
- Réalisation : James Toback
- Scénario : James Toback
- Direction artistique : Gene Rudolf
- Décors : Frederic C. Weiler
- Costumes : Albert Wolsky
- Photographie : Michael Chapman
- Son : John Fundus
- Montage : Robert Lawrence
- Production : George Barrie
- Société de production : Brut Productions
- Sociétés de distribution : Brut Productions (États-Unis) ; Parafrance Films (France)
- Pays de production :  États-Unis
- Langue originale : anglais
- Format : couleur (Technicolor) - 35 mm - 1,85:1 - Mono
- Genre : drame
- Durée : 91 minutes
- Dates de sortie :
  - États-Unis : 2 mars 1978 (première à New York)
  - France : 23 août 1978

## Distribution
- Harvey Keitel (VF : Sady Rebbot) : Jimmy  Angelelli dit "Fingers"
- Michael V. Gazzo (VF : Edmond Bernard) : Ben Angelelli, le père de Jimmy
- Tisa Farrow (VF : Françoise Dorner) : Carol
- Jim Brown (VF : Michel Barbey) : Dreems
- Tony Sirico (VF : Philippe Mareuil) : Patsy Riccamonza
- Tanya Roberts (VF : Béatrice Delfe) : Julie, l'amie de Riccamonza
- Danny Aiello (VF : Patrick Préjean) : Butch, homme de main de Riccamonza
- Ed Marinaro (en) : Gino, homme de main de Riccamonza
- Marian Seldes (VF : Jacqueline Cohen) : Ruth, la mère de Jimmy
- Dominic Chianese (VF : Bernard Musson) : Arthur Fox
- Carol Francis : Christa, l'amie de Dreems pour le plan à 4
- Georgette Mosbacher (VF : Michèle Bardollet) : Anita, la fiancée de Ben (créditée Georgette Muir)
- Sam Coppola (VF : Michel Bardinet) : Sam, l'ami qui emprunte de l'argent à Ben
- Lenny Montana (VF : Georges Atlas) : Luchino, le patron de la pizzeria en dette avec Ben
- Murray Moston (VF : Henri Poirier) : le docteur Fry
- Zack Norman (VF : François Leccia) : le policier patrouilleur Levy
- Pembrose Deans (VF : Marc François) : le 1er prisonnier noir
- Arthur French (VF : Patrick Préjean) : le 2e prisonnier noir
- Tom Signorelli (VF : Jacques Ferrière) : le prisonnier italien

## Autour du film
- Ce film a donné lieu à un remake français, De battre mon cœur s'est arrêté, réalisé par Jacques Audiard. Romain Duris y reprend le rôle tenu par Harvey Keitel dans Mélodie pour un tueur.
- Carol, la jeune femme névrosée, est jouée par Tisa Farrow, la sœur de Mia Farrow, que James Toback rencontra lorsque celle-ci conduisait un taxi à Los Angeles. Elle mit fin à sa carrière d'actrice en 1980 pour exercer le métier d'infirmière.